# УЕФА клупска награда
УЕФА клупска награда је награда коју додељује УЕФА за најуспешније фудбалере из Европских клубова. Награда се додељује у августу сваке године на свечаности у Монаку уочи Европског Супер Купа. Од 2005-е, награда се додељује на жребу за Лигу шампиона

## Категорије

### Најбољи голман
- 2009/10  Жулио Цезар (Интер)
- 2008/09  Едвин Ван Дер Сар (Манчестер Јунајтед)
- 2007/08  Петр Чех (Челси)
- 2006/07  Петр Чех (Челси)
- 2005/06  Јенс Леман (Арсенал)
- 2004/05  Петр Чех (Челси)
- 2003/04  Витор Баија (Порто)
- 2002/03  Ђанлуиђи Буфон (Јувентус)
- 2001/02  Оливер Кан (Бајерн Минхен)
- 2000/01  Оливер Кан (Бајерн Минхен)
- 1999/00  Оливер Кан (Бајерн Минхен)
- 1998/99  Оливер Кан (Бајерн Минхен)
- 1997/98  Петер Шмејхел (Манчестер Јунајтед)

### Најбољи одбрамбени играч
- 2009/10  Маикон (Интер)
- 2008/09  Џон Тери (Челси)
- 2007/08  Џон Тери (Челси)
- 2006/07  Паоло Малдини (Милан)
- 2005/06  Карлес Пујол (Барселона)
- 2004/05  Џон Тери (Челси)
- 2003/04  Рикардо Карваљо (Порто)
- 2002/03  Роберто Карлос (Реал Мадрид)
- 2001/02  Роберто Карлос (Реал Мадрид)
- 2000/01  Роберто Ајала (Валенсија)
- 1999/00  Јап Стам (Манчестер Јунајтед)
- 1998/99  Јап Стам (Манчестер Јунајтед)
- 1997/98  Фернандо Јеро (Реал Мадрид)

### Најбољи играч средине терена
- 2009/10  Весли Снајдер (Интер)
- 2008/09  Хави (Барселона)
- 2007/08  Френк Лампард (Челси)
- 2006/07  Кларенс Седорф (Милан)
- 2005/06  Деко (Барселона)
- 2004/05  Кака (Милан)
- 2003/04  Деко (Порто)
- 2002/03  Павел Недвед (Јувентус)
- 2001/02  Михаел Балак (Бајер Леверкузен)
- 2000/01  Гаиска Мендиета (Валенсија)
- 1999/00  Гаиска Мендиета (Валенсија)
- 1998/99  Дејвид Бекам (Манчестер Јунајтед)
- 1997/98  Зинедин Зидан (Јувентус)

### Најбољи нападач
- 2009/10  Дијего Милито (Интер)
- 2008/09  Лионел Меси (Барселона)
- 2007/08  Кристијано Роналдо (Манчестер Јунајтед)
- 2006/07  Кака (Милан)
- 2005/06  Самјуел Ето (Барселона)
- 2004/05  Тијери Анри (Арсенал)
- 2003/04  Тијери Анри (Арсенал)
- 2002/03  Руд ван Нистелрој (Манчестер Јунајтед)
- 2001/02  Раул Гонзалез (Реал Мадрид)
- 2000/01  Раул Гонзалез (Реал Мадрид)
- 1999/00  Раул Гонзалез (Реал Мадрид)
- 1998/99  Андреј Шевченко (Динамо Кијев)
- 1997/98  Роналдо (Интер)

### Најбољи тренер
- 2005/06  Франк Рајкард (Барселона)
- 2004/05  Рафаел Бенитез (Ливерпул) и  Валери Газаев (ЦСКА Москва)
- 2003/04  Жозе Мурињо (Порто) и  Рафаел Бенитез (Ливерпул)
- 2002/03  Карло Анћелоти (Милан) и  Жозе Мурињо (Порто)
- 2001/02  Висенте дел Боске (Реал Мадрид)
- 2000/01  Отмар Хицфелд (Бајерн Минхен)
- 2001/02  Висенте дел Боске (Реал Мадрид)
- 1998/99  Алекс Фергусон (Манчестер Јунајтед)
- 1997/98  Марчело Липи (Јувентус)

УЕФА је пресзала да додељује ову награду после сезоне 2005/06